# 매트리악
《매트리악》(Matriarch)은 영국에서 제작된 스콧 비커스 감독의 2018년 공포, 스릴러 영화이다. 스콧 비커스 감독이 출연, 제작, 각본에 참여하였다.

## 출연

### 주연
- 스콧 피커스 - 맷 홉킨스 역

### 조연
- 앨런 쿠스버트 - 밥 페어베먼 역